# Atarba leptophallus
Atarba leptophallus är en tvåvingeart som beskrevs av Alexander 1964. Atarba leptophallus ingår i släktet Atarba och familjen småharkrankar. Inga underarter finns listade i Catalogue of Life.